# Symplectoscyphus interruptus
Symplectoscyphus interruptus is een hydroïdpoliep uit de familie Sertulariidae. De poliep komt uit het geslacht Symplectoscyphus. Symplectoscyphus interruptus werd in 1889 voor het eerst wetenschappelijk beschreven door Pfeffer. 